# آرون هرتزوگ
آرون هرتزوگ (انگلیسی: Aaron Herzog؛ زادهٔ ۳۰ ژانویهٔ ۱۹۹۸) بازیکن فوتبال اهل آلمان است.
وی همچنین در تیم‌های ملی فوتبال Germany national under-16 football team و جوانان آلمان بازی کرده‌است.